# O poveste obișnuită... o poveste ca în basme
O poveste obișnuită... o poveste ca în basme (alte denumiri De dragul prințesei, Poveste obișnuită)  este un film românesc fantastic de scurtmetraj artistic și de animație din 1959 regizat de Ion Popescu-Gopo. Rolurile principale au fost interpretate de actorii Ion Manu și Eugenia Popovici.

## Distribuție
- Ion Manu ca Sfetnic/ Zmeu fals[2]
- Eugenia Popovici ca Împărăteasa
- Nucu Păunescu ca Împăratul
- Dem Savu ca Prințul monezilor de aur
- Florin Piersic ca Cioban
- Cezarina Chirițescu ca Prințesă
- Constantin Țăpârdea ca Zmeu
- Horia Căciulescu ca Prinț 4
- Puiu Călinescu ca Prinț 1
- Tudorel Popa ca Prinț 2
- Ion Popescu-Lac ca Prinț 3

## Producție
Animațiile au fost realizate de Liviu Ghigorț.

## Primire
În 1962 la Mar del Plata a primit Premiul pentru cel mai bun film recreativ pentru adolescenți. A fost selectat la Festivalul de la Cannes din 1960, în competiția de scurtmetraje, cu titlul De dragul prințesei.